# NGC 4114
NGC 4114 este o intermediate spiral galaxy⁠(d) situată în constelația Corbul. A fost descoperită în 27 martie 1786 de către William Herschel. Se află la o distanță de 65,16 de megaparseci de Pământ.